# Chame
Chame (em nepalês: चाँमे) é a cidade sede do distrito de Manang, na zona de Gandaki, norte do Nepal. Segundo o censo demográfico de 2011, havia uma população de 1 129 pessoas vivendo em 279 famílias. Manang é o distrito mais populoso do país.
A vila foi afetada por um terremoto em 25 de abril de 2015. Relatórios da área indicaram que as estradas e os edifícios da mesma foram danificados.